# Orion International
Pour les articles homonymes, voir Orion.
Orion International (anciennement Orion Bus Industries et Ontario Bus Industries) était une entreprise canadienne, fondée en 1975, qui fabriquait des autobus pour les pays d'Amérique du Nord. Son usine de manufacture principale était à Mississauga s l'Ontario, mais il existait une autre usine à Oriskany (New York) pour l'assemblage des véhicules pour le marché américain.
En 2000, l’entreprise a été achetée par DaimlerChrysler, qui quitte le marché nord-américain en 2012. Le secteur des pièces détachées pour les véhicules Orion a été acquis par New Flyer en 2013.

## Produits
Orion avait produit sept générations d’autobus; le modèle plus récent du catalogue était le Orion VII 3e génération. tous les modèles utilisent l'essence diésel ou gaz naturel; le Orion VII était disponible aussi avec une transmission hybride électrique.
- Orion I (autobus à plancher haut, fabriqué 1977-1993)
- Orion II (minibus à plancher bas total, fabriqué 1983-2003)
- Orion III (autobus articulé à plancher haut basé sur l'Ikarus 280, fabriqué 1984-1989)
- Orion IV (minibus spécialisé pour service touristique à Niagara Falls (Ontario), fabriqué 1985-1989)
- Orion V (autobus à plancher haut, fabriqué 1989-2009)
- Orion VI (autobus à plancher bas total, fabriqué 1995-2004)
- Orion VII (autobus à plancher bas partiel, fabriqué 2001-2007)
  - Orion VII Next Generation (conformément aux spécifications EPA 2007, fabriqué 2007-2011)
  - Orion VII (3e génération, conformément aux spécifications EPA 2010, fabriqué 2010-2013)

### Galerie des modèles

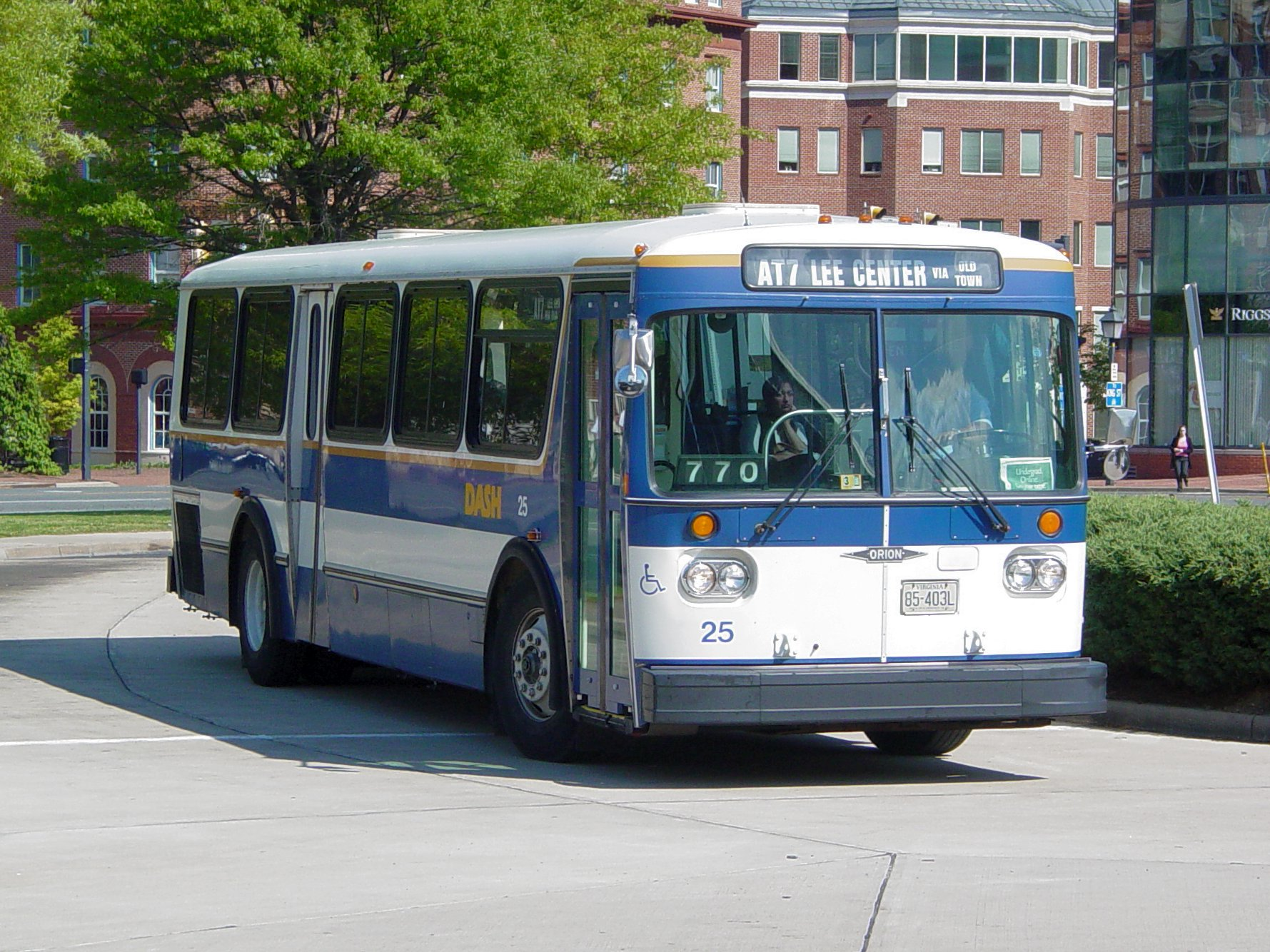
Orion I (DASH, Alexandria (Virginie))
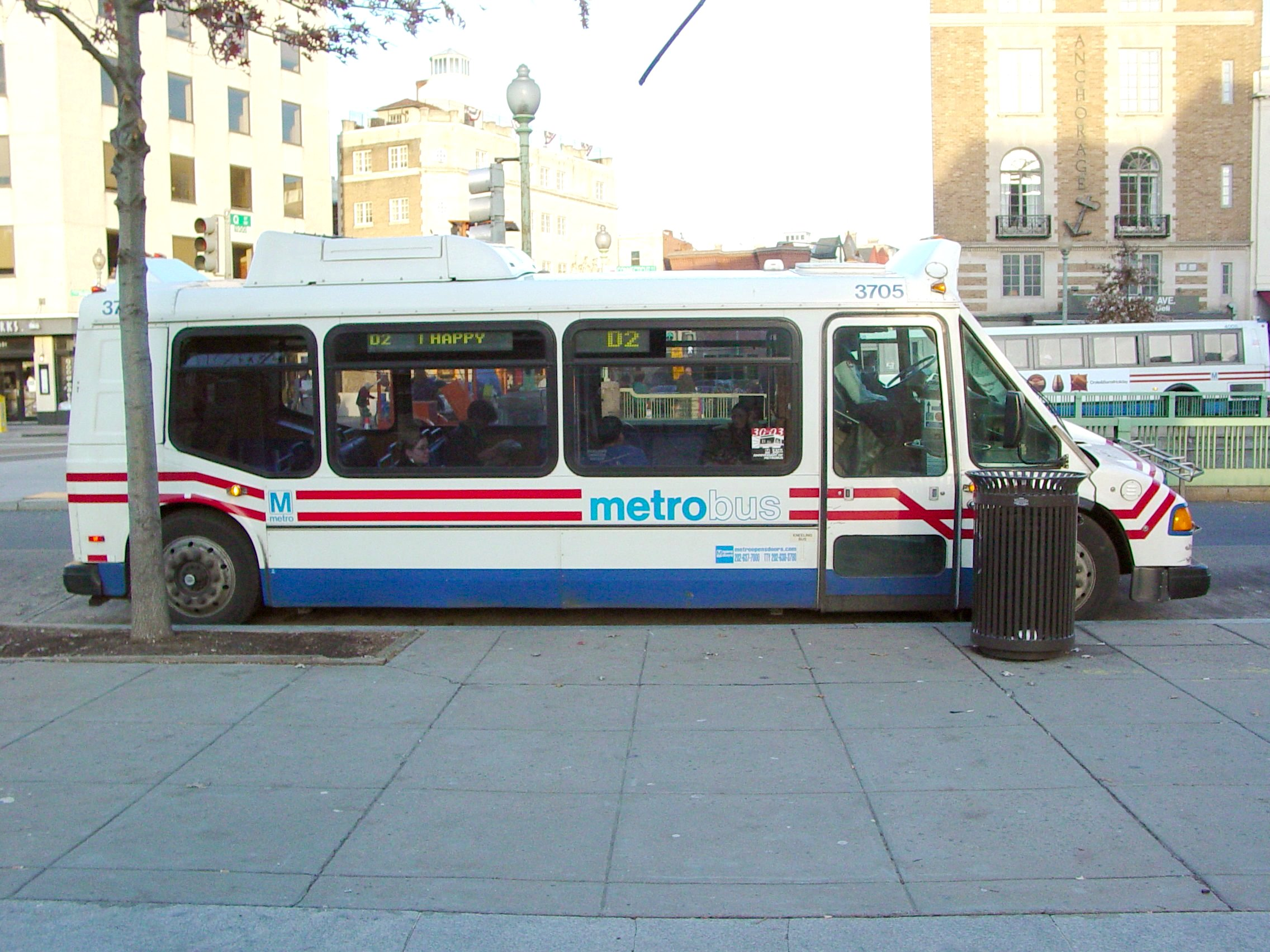
Orion II (WMATA, Washington, D.C.)
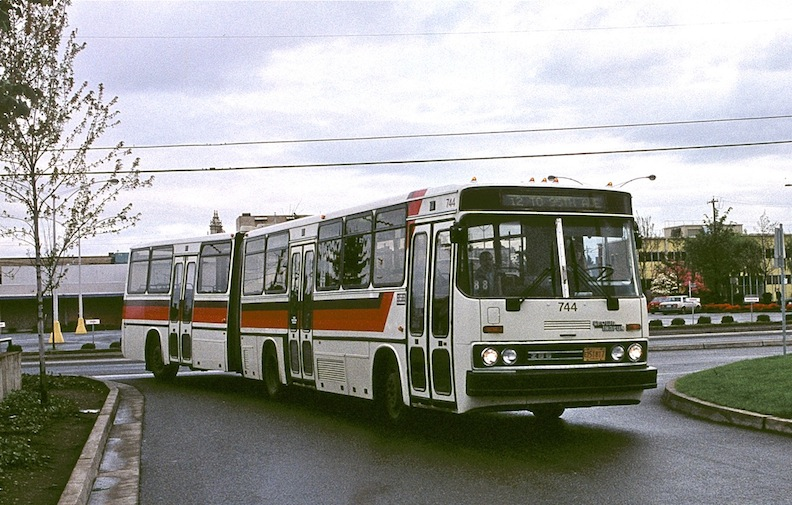
Orion III (TriMet, Portland (Oregon))
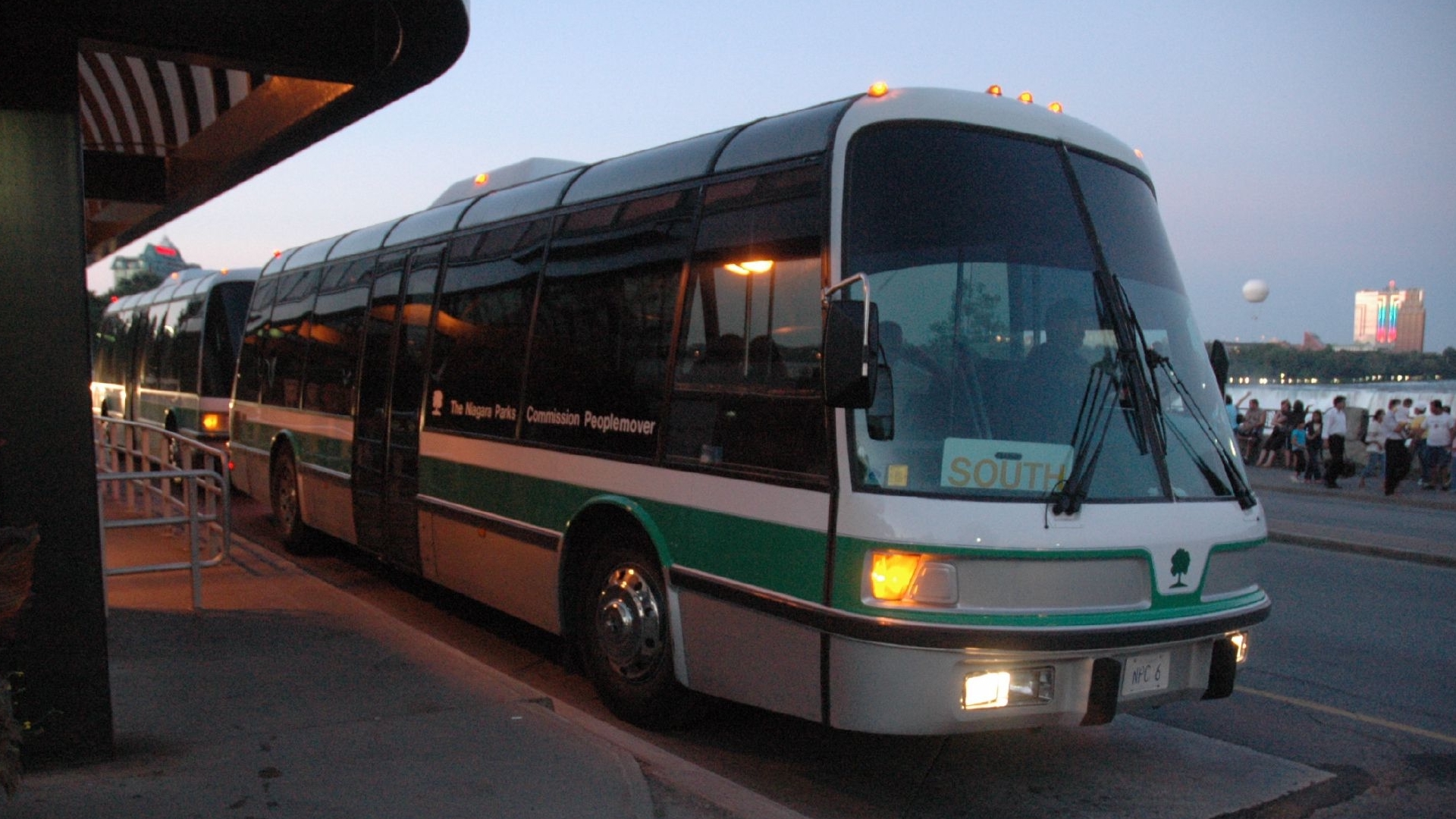
Orion IV (Niagara Parks Commission, Niagara Falls (Ontario))
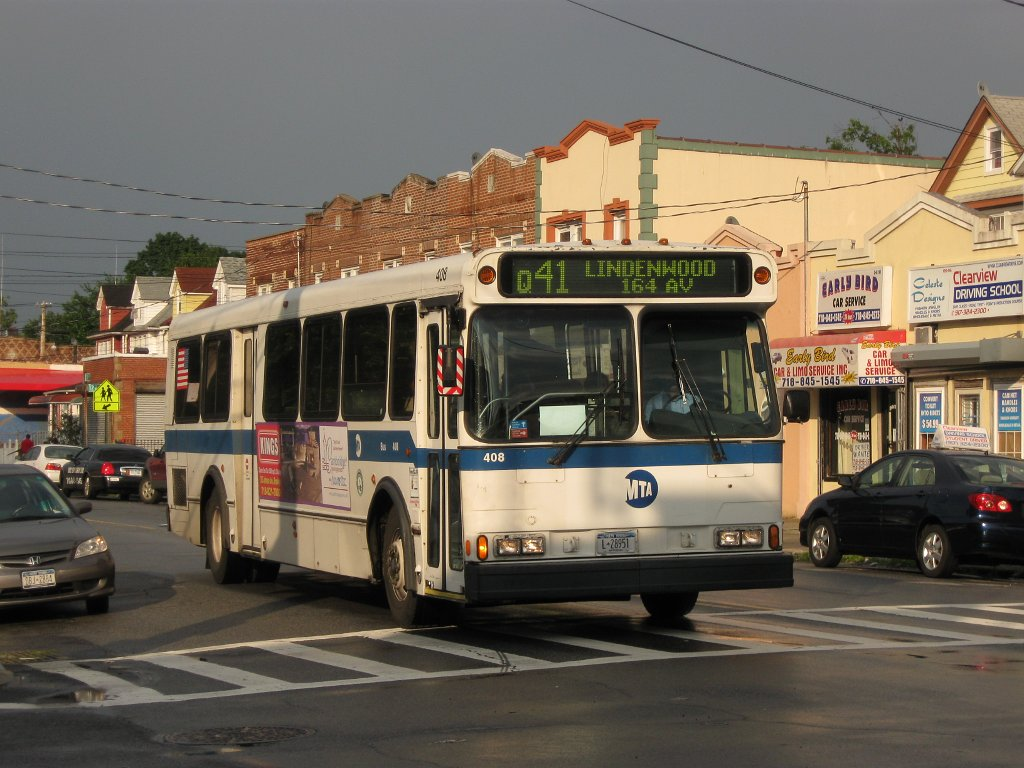
Orion V (MTA, New York)
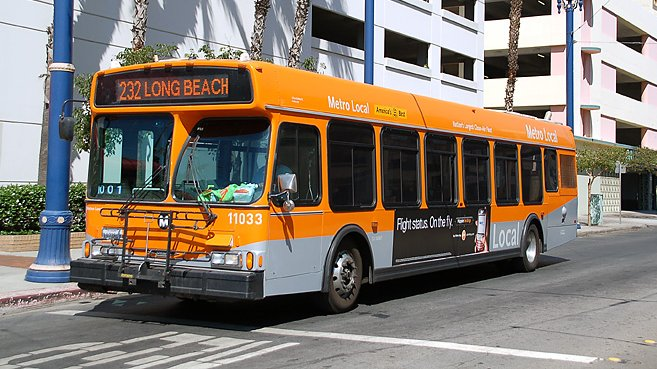
Orion VI (LACMTA, Los Angeles)
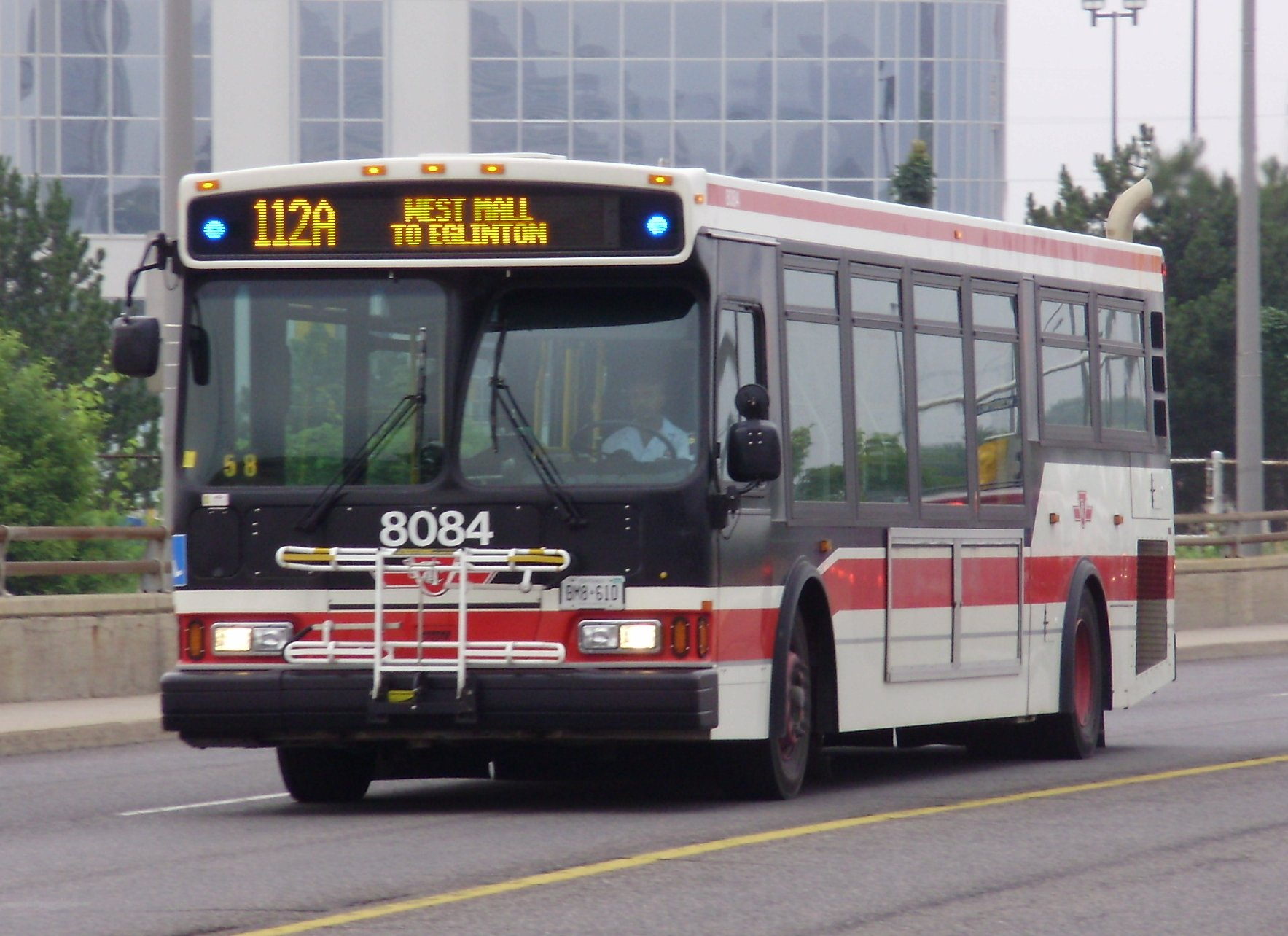
Orion VII (TTC, Toronto)
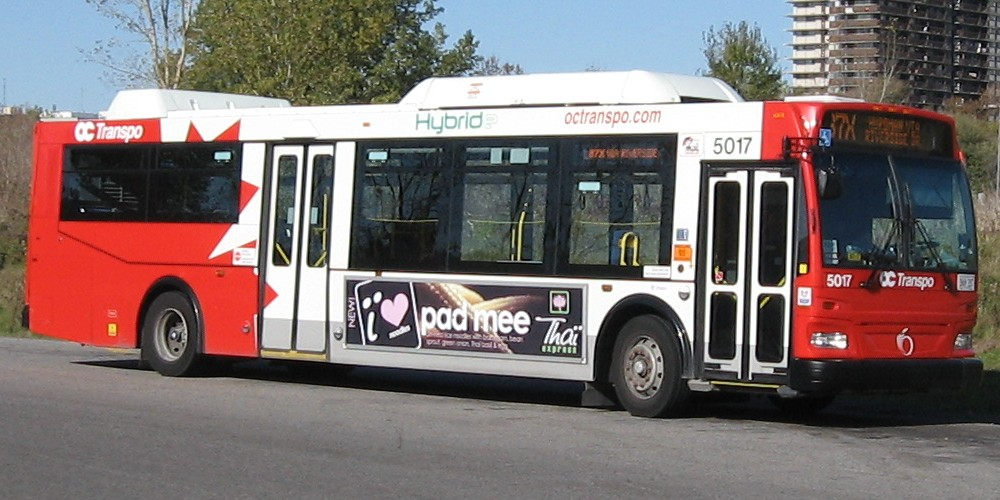
Orion VII Next Generation (OC Transpo, Ottawa)